# Puiggarina formosa
Puiggarina formosa är en svampart som beskrevs av Speg. 1922. Puiggarina formosa ingår i släktet Puiggarina och familjen Phyllachoraceae.   Inga underarter finns listade i Catalogue of Life.